# Марія Оссовська
Марія Оссовська (уроджена Maria Jadwiga Niedźwiecka; 16 січня 1896 року, Варшава — 13 серпня 1974 року, там само) — польська вчена, філософ і соціолог, фахівець із теорії та історії етики. Була ученицею відомих представників Львівсько-Варшавської школи В. Татаркевича, Яна Лукасевича і Тадеуша Котарбінського.

## Біографія
Закінчила філософський факультет Варшавського університету в 1925 році, захистивши дипломну роботу про Бертана Рассела, в 1932 році отримала ступінь доктора філософії за дослідження в галузі семантики. Під час Другої світової війни брала участь у русі Опору, викладала на нелегальних філософських курсах.
У 1945—1948 роках була професоркою в Університеті Лодзі (де серед її студентів був Лешек Колаковський), потім у Варшавському університеті. У 1952—1956 роках не викладала, оскільки курс соціології був виключений з польських університетів як «буржуазна» дисципліна. З 1952 до 1962 року вона керувала Інститутом історії й теорії етики, які входили до Інституту філософії й соціології Польської академії наук. У 1972 році була нагороджена національною премією.
Була одружена з соціологом Станіславом Оссовським.